# Laestadia tessellata
Laestadia tessellata är en svampart som beskrevs av G. Winter ex Har. 1883. Laestadia tessellata ingår i släktet Laestadia och familjen Gnomoniaceae.   Inga underarter finns listade i Catalogue of Life.